# سقوط برلين (فلم)

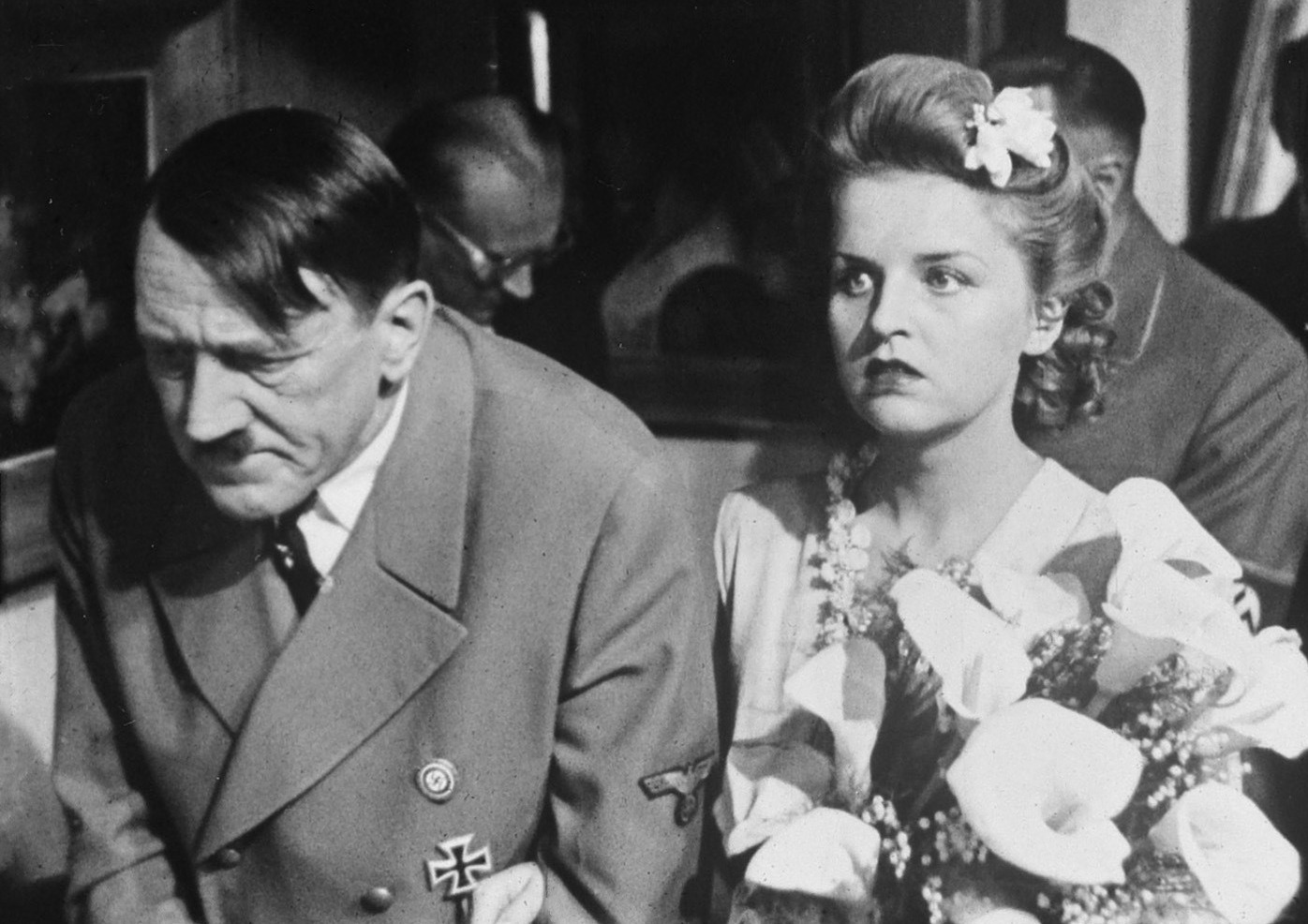
فلاديمير سافيليف مثل دور أدولف هتلر بفيلم سقوط برلين.

فيلم سقوط برلين (بالروسية:Падение Берлина) وتنطق باللاتينية Padeniye Berlina ، هي فيلم سينمائي روسي، أنتج سنة 1950م، وتتحدث قصة الفيلم عن وصول الجيش السوفيتي لتدمير عاصمة النازية برلين، وقد شارك فيه جميع الممثلين السوفيت، وهذا الفيلم لقي اعجابا للزعيم السوفيتي جوزيف ستالين.

## ميزات الفيلم وعيوبه
ميزت الفيلم بتصوير منظر عام في روسيا، واستعراض الجيش السوفيتي في ساحة الكرملين وتحسين منظر الجيش السوفيتي، بالإضافة إلى صناعة الوجوه لشخصيات شهيرة كشخصيات من التحالف، مثل الزعيم السوفيتي جوزيف ستالين والرئيس الأمريكي روزفلت ورئيس الوزراء البريطاني ونستون تشرشل، وشخصيات من المحور، مثل القسيس جون بول الثاني بابا الفاتيكان وهيروهيتو إمبراطور اليابان وأدولف هتلر وهيرمان غورغ ووزير الإعلام جوزيف غوبلز، إلا أن العيوب تتمثل في طريقة المشي لشخصية ستالين، والشكل الخاطئ لتشرشل وغيرها.

## الممثلون
- Mikheil Gelovani في دور جوزيف ستالين الزعيم السوفيتي.
- Boris Andreyev في دور أليكسي إيفانوف.
- Marina Kovaliova في دور ناتاشا.
- Alexey Gribov في دور فوروشيلوف.
- Nikolay Bogolyubov في دور خميلسنيتكي.
- Tamara Nosova في دور كاتيا.
- Ruben Simonov في دور ميكويان.
- Andrei Abrikosov في دور العقيد السوفيتي ألييسنكي أنتونوف.
- Jan Werich في دور هيرمان جورينج، المستشار للزعيم الألماني أدولف هتلر.
- Georgy Tatishvili في دور كانتاريا.
- Dmitry Dubov في دور ميخائيل ييغوروف.

وغيرهم.

## وصلات خارجية
- مقالات تستعمل روابط فنية بلا صلة مع ويكي بيانات

- Part I على يوتيوبand Part II على يوتيوبof The Fall of Berlin, on Mosfilm's YouTube channel.
- The Fall of Berlin نسخة محفوظة 17 أبريل 2013 at Archive.is for direct free viewing on the Mosfilm studio's official site.
- The Fall of Berlin:Part 1 and The Fall of Berlin:Part 2 on the قاعدة بيانات الأفلام على الإنترنت.
- The Fall of Berlin on kino-teatr.ru.
- The Fall of Berlin on Mubi.
- The Fall of Berlin on the جامعة برنستون Department of Slavistics' site.
- A review of The Fall of Berlin by Michael Barrett.
- An essay about The Fall of Berlin on akado.ru نسخة محفوظة 29 نوفمبر 2019 على موقع واي باك مشين..
- The Fall of Berlin on ostfilm.de.